# Hiệp hội Quảng cáo Việt Nam
Hiệp hội Quảng cáo Việt Nam là tổ chức xã hội nghề nghiệp phi lợi nhuận của những người và doanh nghiệp, tổ chức hoạt động trong lĩnh vực quảng cáo tại Việt Nam. Hiệp hội có tên giao dịch tiếng Anh là Vietnam Advertising Association viết tắt là VAA .
Hiệp hội Quảng cáo Việt Nam thành lập năm 2001, được Ban Tổ chức - Cán bộ Chính phủ (nay là Bộ Nội vụ) phê duyệt tại Quyết định số 47/2001/QĐ-BTCCBCP ngày 24 tháng 8 năm 2001 .
Điều lệ Hiệp hội sửa đổi hiện hành được Bộ Nội vụ phê duyệt tại Quyết định số 1657/QĐ-BNV ngày 5 tháng 5 năm 2017 .
Trụ sở Hiệp hội đặt tại địa chỉ Tầng 4, Nhà hát Múa Rối Việt Nam, 361 Trường Chinh, quận Thanh Xuân, Hà Nội.